# جوس أكلاند
جوس أكلاند (بالإنجليزية: Joss Ackland)‏ (29 فبراير 1928 - 19 نوفمبر 2023)، هو ممثل بريطاني، ولد في 29 فبراير 1928 في المملكة المتحدة.

## أعمال

### أفلام
- (1950) سبعة أيام باقية حتى الظهيرة
- (1973) الأيام العشر الأخيرة
- (1990) صيد أكتوبر الأحمر[12][13][14]
- (1994) أم الأولاد
- (2002) كا-19 صانعة الأرامل[15]
- (2014) سجناء الشمس

## وصلات خارجية
- جوس أكلاند على موقع IMDb (الإنجليزية)
- جوس أكلاند على موقع روتن توميتوز (الإنجليزية)
- جوس أكلاند على موقع قاعدة بيانات الأفلام العربية
- جوس أكلاند على موقع ألو سيني (الفرنسية)
- جوس أكلاند على موقع ميوزك برينز (الإنجليزية)
- جوس أكلاند على موقع أول موفي (الإنجليزية)
- جوس أكلاند على موقع قاعدة بيانات برودواي على الإنترنت (الإنجليزية)
- جوس أكلاند على موقع قاعدة بيانات الأفلام السويدية (السويدية)
- جوس أكلاند على موقع إن إن دي بي (الإنجليزية)
- جوس أكلاند على موقع أول ميوزيك (الإنجليزية)